# Mariusz Gromko
 Mariusz Krzysztof Gromko (ur. 1 lipca 1978 w Białymstoku) – polski polityk, samorządowiec i przedsiębiorca, senator X kadencji.

## Życiorys
Z wykształcenia ekonomista, w 2002 uzyskał magisterium w Wyższej Szkole Finansów i Zarządzania w Białymstoku. W tym samym roku zajął się prowadzeniem własnej działalności gospodarczej w branży handlowej. Zaangażował się w działalność polityczną w ramach Prawa i Sprawiedliwości.
W 2006, 2010, 2014 i 2018 uzyskiwał mandat radnego miejskiego w Białymstoku. Pełnił funkcję przewodniczącego klubu radnych PiS. Od 2014 do 2018 był przewodniczącym białostockiej rady miejskiej, następnie został wiceprzewodniczącym tego gremium. Był inicjatorem przywrócenia w mieście rad osiedli oraz jednym z inicjatorów ustanowienia księdza Michała Sopoćki patronem Białegostoku.
W wyborach parlamentarnych w 2019 wystartował z ramienia Prawa i Sprawiedliwości do Senatu RP w okręgu nr 60. Uzyskał mandat senatora X kadencji, otrzymując 104 694 głosy. Został następnie powołany na sekretarza Senatu. W 2023 bez powodzenia ubiegał się o senacką reelekcję. W 2024 został wybrany na radnego Sejmiku Województwa Podlaskiego VII kadencji.

## Odznaczenia
W 2018 otrzymał Brązowy Krzyż Zasługi.